# 首藤勝次
首藤 勝次（しゅとう かつじ、1953年（昭和28年）10月7日 - ）は、日本の政治家。大分県竹田市長（3期）。元大分県議会議員（3期）。

## 来歴
大分県直入郡直入町長湯（現・竹田市）出身。大分県立大分舞鶴高等学校卒業。
1972年（昭和47年）4月、同志社大学工学部入学。同大学中退。
1976年（昭和51年）4月、父親の死去に伴い帰省。直入町役場に就職。
2001年（平成13年）3月、退職し有限会社大丸旅館社長に就任。
2002年（平成14年）5月、大分県議会議員に就任。
2003年（平成15年）、2選。
2004年（平成16年）2月、国土交通省の第5回「観光カリスマ」に選定される。
2005年（平成17年）4月1日、旧竹田市、直入郡荻町、久住町、直入町が合併し、新市制による竹田市が誕生。
2007年（平成19年）、竹田市選挙区にて3選。
2009年（平成21年）4月12日に行われた竹田市長選挙に出馬。現職の牧ら2人の候補者を破り初当選を果たした。4月24日、市長に就任。
2013年（平成25年）、2期目の当選。
2017年（平成29年）、3選。
2021年（令和3年）の市長選挙には出馬せず3期12年を以て市長を勇退。
2024年（令和6年）春の叙勲で旭日小綬章受章。

## テレビ番組
- 日経スペシャル ガイアの夜明け 名湯が泣いている 〜温泉は日本を癒せるか!?〜（2002年7月28日、テレビ東京）[10]。- 長湯温泉を活性化するための「大丸旅館」の首藤勝次と｢翡翠之庄｣の首藤文彦兄弟の意欲的な活動を通して、次代を担う温泉のあり方を探る。